# Frequenzbewertung
Die Frequenzbewertung wird bei der Messung von Geräuschen verwendet. Hierbei werden die Messgrößen durch ein bewertendes Filter gewichtet, das den Frequenzgang des menschlichen Gehörs berücksichtigen soll. Auf diese Weise soll der Zusammenhang von Pegelangaben und empfundener Lautheit verbessert werden. 
Die Frequenzbewertung kann auch als frequenzabhängiger Abzug vom ermittelten Pegel dargestellt werden (für die A- und D-Bewertung ergibt sich in einigen Frequenzbändern ein Zuschlag). Gemäß DIN EN ISO 80000-8:2020-06 sind gewichtete Pegel durch einen Index am Formelzeichen des Pegels zu kennzeichnen. Für einen A-bewerteten Schalldruckpegel ist also das Formelzeichen {\displaystyle L_{pA}}, für einen A-bewerteten Schallleistungspegel {\displaystyle L_{pWA}}.
Häufig wird auch die Einheitenangabe um das Bewertungsfilter ergänzt, beispielsweise sind die Schreibweisen dB(A) oder auch dBA zu finden. 
Die B- und D-Bewertung wurden aus der zugrundeliegenden Norm IEC 61672:2003 für Schallpegelmessgeräte entfernt und sind nur noch historisch bedeutsam.

## Bewertungskurven
Da das menschliche Ohr Töne mit gleichem Schalldruck in unterschiedlichen Tonhöhen (d. h. Frequenzen) unterschiedlich laut empfindet, werden Frequenzbewertungskurven verwendet, wie sie in folgender Abbildung dargestellt sind. Dazu werden Filter mit empirisch angepassten Übertragungsfunktionen eingesetzt.
Da die Krümmung der Kurven gleicher Lautstärkepegel und damit der Frequenzgang des Gehörs vom Schalldruckpegel abhängt, wurden für unterschiedlich hohe Schalldruckpegel unterschiedliche Bewertungskurven definiert:

Bewertungsfilter A, B, C, D und Empfindlichkeit des Gehörs

- A-Bewertung: entspricht den Kurven gleicher Lautstärkepegel bei ca. 20–40 phon
- B-Bewertung: entspricht den Kurven gleicher Lautstärkepegel bei ca. 50–70 phon
- C-Bewertung: entspricht den Kurven gleicher Lautstärkepegel bei ca. 80–90 phon
- D-Bewertung: entspricht den Kurven gleicher Lautstärkepegel bei sehr hohen Schalldrücken
- G-Bewertung: wird im Infraschallbereich von 8 Hz bis etwa 40 Hz verwendet.[1]

Bewertete Pegel werden durch den entsprechenden Buchstaben der Frequenzbewertung als Index der Messgröße gekennzeichnet, z. B.:
- ein A-bewerteter Schalldruckpegel mit LpA
- ein A-bewerteter Schallleistungspegel mit LWA

und in dB – in der Praxis auch häufig in dBA oder dB(A) – angegeben.
Der Verweis auf die A-Bewertung sollte nur einmal angegeben werden, also beispielsweise für den Emissions-Schalldruckpegel einer Maschine als Angabe in den technischen Daten: LpAd = 70 dB oder Lpd = 70 dB(A).)
Die vier Bewertungsfilter weisen folgende Übertragungsfunktionen GA…D(s) auf, wobei die analytische Beschreibung der Filter in der s-Ebene erfolgt:
{\displaystyle G_{A}(s)={\frac {k_{A}\cdot s^{4}}{(s+129{,}4)^{2}\;(s+676{,}7)\;(s+4636)\;(s+76617)^{2}}}}
mit kA ≈ 7,39705×109
{\displaystyle G_{B}(s)={\frac {k_{B}\cdot s^{3}}{(s+129{,}4)^{2}\;(s+995{,}9)\;(s+76617)^{2}}}}
mit kB ≈ 5,99185×109
{\displaystyle G_{C}(s)={\frac {k_{C}\cdot s^{2}}{(s+129{,}4)^{2}\;(s+76617)^{2}}}}
mit kC ≈ 5,91797×109
{\displaystyle G_{D}(s)={\frac {k_{D}\cdot s\cdot (s^{2}+6532s+4{,}0975\times 10^{7})}{(s+1776{,}3)\;(s+7288{,}5)\;(s^{2}+21514s+3{,}8836\times 10^{8})}}}
mit kD ≈ 91104,32
Die angegebenen Konstanten kA…D sind Faktoren, welche die Übertragungsfunktionen auf den Verstärkungsfaktor 1 (0 dB) bei 1 kHz normieren.

## Verwendung

Neue Kurven gleicher Lautstärkepegel (Isophone) nach ISO 226:2003

Besonders in der Technischen Akustik und im deutschen Rechtssystem wird überwiegend die A-Bewertung angewendet. Auch für die Bestimmung des Beurteilungspegels auf dem Gebiet des Lärmschutzes werden die A-Bewertung und die C-Bewertung verwendet (DIN EN ISO 9612).
Da für einige Schallsituationen die wahrgenommene Lautstärke, die mögliche Belästigungswirkung und auch die potenzielle Schädigung des Gehörs durch die Bewertungskurven jedoch nur unvollkommen wiedergegeben wird, sind bei der Geräuschbewertung noch Zuschläge für bestimmte Geräuschsituationen üblich: z. B. gemäß der TA Lärm Zuschläge für Tonhaltigkeit („Quietschen“), Impulshaltigkeit („Hämmern“) usw. Der daraus resultierende Beurteilungspegel (Schalldruckpegel + Bewertungsfilter + Zuschläge) wird für die Überprüfung herangezogen, ob ein bestimmtes Geräuschniveau aufgrund gesetzlicher Richtlinien zulässig ist oder nicht. Diese Zuschläge sind nur bei Lautstärkepegeln unterhalb 80 dB anzuwenden (Stand 2015) und dürfen in Summe 6 dB nicht überschreiten (siehe DIN 45645-2).
Eine Alternative zur Verwendung von Bewertungskurven ist die Bestimmung der Lautheit nach DIN 45631 bzw. ISO 532 B. Hierbei wird die Lautstärkeempfindung des Gehörs besser erfasst.

## Schwingungen
Um die Wirkung von Schwingungen auf den menschlichen Körper zu beurteilen, werden ähnliche Frequenzbewertungen eingesetzt. So werden Humanschwingungen (Ganzkörperschwingungen und Hand-Arm-Schwingungen) z. B. zur Beurteilung entsprechend der deutschen Lärm- und Vibrations-Arbeitsschutzverordnung mit den Frequenzgängen der entsprechenden ISO-Normen bewertet. Die wichtigsten sind:
- Wk-Bewertung für vertikale Ganzkörperschwingungen in z-Richtung (ISO 2631-1)
- Wd-Bewertung für horizontale Ganzkörperschwingungen in x- oder y-Richtung (ISO 2631-1)
- Wh-Bewertung für Hand-Arm-Schwingungen (ISO 5349-1).

Für andere Anwendungszwecke existieren weitere Kennlinien nach ISO 2631-1, -2 oder -4.